# Tricoma aurita
Tricoma aurita är en rundmaskart som beskrevs av Benjamin G. Chitwood 1936. Tricoma aurita ingår i släktet Tricoma och familjen Desmoscolecidae. Inga underarter finns listade i Catalogue of Life.